# Вимне
Вимне́ (фр. и окс. Vimenet) — коммуна во Франции, находится в регионе Окситания. Департамент — Аверон. Входит в состав кантона Лессак. Округ коммуны — Родез.
Код INSEE коммуны — 12303.
Коммуна расположена приблизительно в 500 км к югу от Парижа, в 150 км северо-восточнее Тулузы, в 29 км к востоку от Родеза.

## Население
Население коммуны на 2008 год составляло 254 человека.
| 1962 | 1968 | 1975 | 1982 | 1990 | 1999 | 2008 |
| ---- | ---- | ---- | ---- | ---- | ---- | ---- |
| 386  | 343  | 275  | 263  | 243  | 233  | 254  |

## Экономика

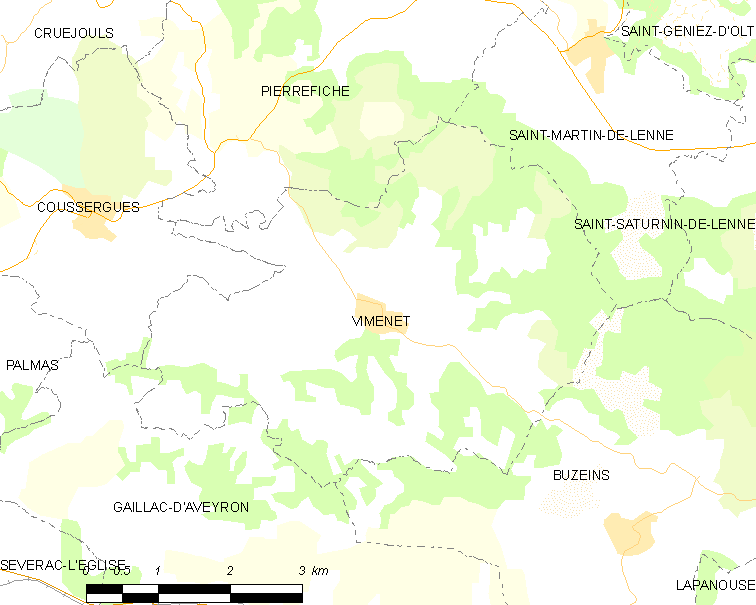
Карта коммуны

В 2007 году среди 141 человека в трудоспособном возрасте (15—64 лет) 103 были экономически активными, 38 — неактивными (показатель активности — 73,0 %, в 1999 году было 69,8 %). Из 103 активных работали 97 человек (61 мужчина и 36 женщин), безработных было 6 (3 мужчин и 3 женщины). Среди 38 неактивных 9 человек были учениками или студентами, 16 — пенсионерами, 13 были неактивными по другим причинам.